# Schottkytransistor
Een schottkytransistor is een combinatie van een bipolaire transistor en een schottkydiode, zodanig met elkaar verbonden dat de overtollige ingangsstroom afgeleid wordt, waardoor de transistor niet in verzadiging (saturatie) kan geraken. Dit soort transistoren wordt vooral toegepast in logische bipolaire schakelingen zoals TTL om de schakelsnelheid te verhogen.

## Basisstructuur

Figuur 1 - Geïntegreerde schottkytransistor

Figuur 1 toont de integratie van NPN-transistor en de schottkydiode in een P-type siliciumsubstraat.
De integratie wordt eenvoudigweg bekomen door een overbrugging van het metaalcontact voor het P-type basisgebied (base) met het N-type collectorgebied. Afhankelijk van de dotering van het halfgeleidermateriaal kan een metaallaag zowel een ohms contact als een gelijkrichtend contact vormen met dit gebied. In de figuur maakt dezelfde metaallaag een ohms contact met het N+-type collectorgebied en het P-type basisgebied en een gelijkrichtend of schottkydiodecontact met het minder gedoteerde N-type collectorgebied. De potentiaalbarrière gevormd door het schottkycontact is bij kleine stromen nagenoeg half zo groot als die van een normale PN-diode (0,6 tot 0,7 V). De voorwaartse spanningsval over de schottkydiode ligt daarom tussen de 0,25 en 0,4 volt. Doordat alleen meerderheidsladingdragers bij het geleidingsproces betrokken zijn, heeft de schottkydiode een zeer kleine hersteltijd in de orde van 1 nanoseconde. Het symbool voor de schottkytransistor wordt weergegeven in figuur 2.

## Basiswerking

Figuur 2 - Symbool

Figuur 3 - Schakeling bestaande uit een schottkydiode en bipolaire transistor

In bipolaire logische schakelingen worden de transistoren snel wisselend in een volledig geleidende (aan of 1) en niet-geleidende (uit of 0) toestand gebracht.
Wanneer een standaard bipolaire transistor in geleiding en diep in verzadiging wordt gebracht, zal de basisstroom groter zijn dan die welke nodig is voor het onderhouden van de nominale collectorstroom. Deze extra stroomsturing creëert een opslag van minderheidsladingsdragers in de basis van de transistor. Deze lading zorgt voor een extra vertraging wanneer de transistor uit geleiding moet worden gebracht. Deze lading moet immers eerst worden afgevoerd alvorens de transistor in een niet-geleidende of uittoestand kan komen. Om saturatie van de transistor te voorkomen, wordt een schottkydiode parallel tussen de basis en de collector geschakeld, zoals dat te zien is in figuur 3. De ingangsstroom die de transistor stuurt in zijn actieve toestand verdeelt zich dan over twee wegen: een eerste van de basis via de schottkydiode naar de collector-emittertak en een tweede van de basis naar de emitter.
Wanneer de transistor geleidend is, komt er een spanning van UBE=0,6 V te staan over de emitter en de basis. Dezelfde spanning komt nu ook de parallelle weg over de schottkydiode en collector-emitter weg te staan. In de voorwaartse richting komt er aldus een spanning van UD=0,25 V over de diode te staan en de resterende UCE=0,35 V over de collector-emittertak. Deze laatste spanning is te groot om de transistor in saturatie te sturen omdat de collector-emitterspanning in saturatie moet kunnen dalen tot 0,2 V.

## Historisch
Het toepassen van dioden om transistoren uit verzadiging te houden werd voor discrete elektronische schakelingen reeds in 1956 beschreven door Richard Baker in het Amerikaanse octrooi US3010031. Deze schakelingen worden bakerklemmen (Baker clamps) genoemd. In een van de configuraties werd een germaniumdiode gebruikt waarvan de doorlaatspanning kleiner was dan die van een siliciumdiode. De werking is nagenoeg dezelfde als die van een schottkydiode.
In 1964 werd op naam van James R. Biard, een werknemer van Texas Instruments, een octrooi ingediend dat de integratie beschrijft van een schottkydiode en bipolaire transistor op een gemeenschappelijk substraat. Als contactmetaal wordt bij voorkeur molybdeen gebruikt. Het aantal fabricatiestappen is gelijk aan het aantal dat nodig is voor het vervaardigen van een standaard planaire bipolaire transistor.